# 菊淋
菊淋（きくりん、KickRing）は、日本で活動するAV監督、AV男優、音楽家である。

## 略歴
- アダルトビデオ「新人監督カーニバル」（ソフト・オン・デマンド）の「ナイトパフォーマンス 暗中遊戯」で監督デビュー
- 2004年 - 夕張の自主映画「スピーカーマン THE BOO」（西村喜廣監督）に出演
- 2004年 - 「ゆうばり国際ファンタスティック映画祭2004」にゲストとして招待される

## 人物像
- 「ゆうばり国際ファンタスティック映画祭2004」会場（北海道夕張市）までは東京からバイクで行った。

## 監督作品
アダルトビデオ
初期に自身の性癖である暗闇で暗視カメラ（ナイトショット）を用いてハメ撮りする作品が続いた。
- 『夜行バス×ロリータ』（2002年2月20日 SODクリエイト 主演：愛葉亜季、樹若菜。JRバスドリーム号車内で撮影）※監督・出演
- 『夜行スキーバス×ギャル』（2002年4月20日 SODクリエイト 主演：泉星香、夏木亜矢。ツアーバス車内で撮影）※監督・出演
- 『夜行バス×熟女』（2002年7月5日 SODクリエイト 主演：宮下真紀、林由美香）※監督・出演
- 『エロイ女の接吻とフェラチオ』（SODクリエイト 主演：桜田さくら）
- 『ゲンセキ 自分を見せナイ、作らナイ、愛せナイ、そんな女を磨きたい』（SODクリエイト 主演：m.a.o.）
- 『スクール水着 学校公認猥褻コスチューム』（ドリームチケット）
- 『女教師 teachers 年上の女性に犯ラレタイ』（ドリームチケット）
- 『THE 巨乳ウェイトレス 魅惑のボイン喫茶店』（ドリームチケット）
- 『輪姦中出し調教』（SODクリエイト 主演：m.a.o.）
- 『集団い○め学級』（SODクリエイト 主演：千堂まこと、ミュウ）
- 『ぶっ壊しアナル　天野（ハート）こころ ～SOD専属卒業記念作品～』（SODクリエイト 主演：天野♥こころ）
- 『輪姦中出し調教2』（SODクリエイト 主演：MIZUKI、ミュウ）
- 『SEXロイヤルランブル 生本番中出しDIVA光臨』 （SODクリエイト 主演：ユリア）
- 『監禁アナル凌辱』（SODクリエイト 主演：宝生いずみ）
- 『菊淋の渋谷の素人お嬢さん!!金が欲しけりゃマ○コも乳首もナメさせろ!!』（SODクリエイト）
- 『女子高生ローションキャットファイト甲子園 ～負けると即、悶絶レズリンチ～』（SODクリエイト）
- 『集団い○め学級2』（SODクリエイト 主演：広瀬ななえ）
- 『復活!!ガチンコレイプ!! 女子テニスプレイヤーVSレイプ魔 負けたら即、青姦ぶっかけレイプ!!』（ SODクリエイト）
- 『レースクィーン剥ぎ取りキャットファイトGP（グランプリ） 負けたら即悶絶レズリンチ』（SODクリエイト）
- 『女子テニスプレイヤーVSレイプ魔2 負けたら即、土砂降り青姦ぶっかけレイプ!!』（SODクリエイト）
- 『輪姦中出し極上M奴隷』（SODクリエイト 主演：a.y.u）
- 『脱アイドル！！CHACOのAV宣言』（SODクリエイト 主演：CHACO）
- 『女格闘家VSレイプ魔』（SODクリエイト）
- 『菊淋の渋谷の素人お嬢さん!!金が欲しけりゃマ○コも乳首もナメさせろ!!2』（SODクリエイト）

- ニューハーフ初嬢 AVデビュー あや(2011年11月20日、RADIX)

- 相坂すみれ レズ解禁 ～カフェのバイトでほろ苦い初体験～(2025年4月24日、アイエナジー)
- 結月りあ 最高級美女中出しソープ(2025年5月8日、アイエナジー)
- 真木今日子 朝から晩まで中出しセックス 60 パンツと生写真付き(2025年5月22日、アイエナジー)

## 出演作品
アダルトビデオ
- 『猟奇エロチカ肉だるま』（1999年、アロマ企画）

一般映画
- 『スピーカーマン THE BOO』（西村喜廣監督）

## 関連人物
- 井口昇